# Еськово (Кардымовский район)
Еськово — деревня в Кардымовском районе Смоленской области России. Входит в состав Соловьёвского сельского поселения. Население — 9 жителей (2015 год). 
Расположена в центральной части области в 14 км к востоку от Кардымова, на автодороге Р134 «Старая Смоленская дорога» Смоленск — Дорогобуж — Вязьма — Зубцов, на берегах рек Лосьмена и Водва. В 14 км западнее деревни расположена железнодорожная станция Кардымово на линии Москва — Минск, в 14 км северо-западнее - станция Присельская, в 16 км севернее - станция Ярцево.

## История
В годы Великой Отечественной войны деревня была оккупирована гитлеровскими войсками в августе 1941 года, освобождена в сентябре 1943 года.